# Macropeza nigra
Macropeza nigra är en tvåvingeart som först beskrevs av Seguy 1931.  Macropeza nigra ingår i släktet Macropeza och familjen svidknott. Inga underarter finns listade i Catalogue of Life.